# Gamsspitzl (Stubaier Alpen)
Gamsspitzl är en bergstopp i Österrike.Den ligger i distriktet Innsbruck-Land och förbundslandet Tyrolen, i den västra delen av landet. Toppen på Gamsspitzl är 3 051 meter över havet. Berget ingår i Stubaier Alpen.
Den högsta punkten i närheten är Wilder Freiger, 3 418 meter över havet, 1,3 km sydväst om Gamsspitzl.
Trakten runt Gamsspitzl består i huvudsak av kala bergstoppar och isformationer.